# Tribunal Suprem del Regne Unit
El Tribunal Suprem del Regne Unit (anglès: UK Supreme Court, UKSC) és el màxim òrgan judicial per a assumptes civils a tot el Regne Unit i penals a Anglaterra, Gal·les i Irlanda del Nord. Fou establert per la secció 23 de la Constitutional Reform Act 2005 i començà a operar l’1 d’octubre de 2009, amb l’objectiu de reforçar la separació de poders entre el legislatiu i el judicial. Abans de la seva creació, la funció d’instància judicial final corresponia a la Cambra dels Lords, on els Law Lords exercien funcions judicials, tot i que també podien intervenir en la legislació parlamentària, encara que ho fessin poc sovint.
El tribunal actua com a instància d’apel·lació, revisant les decisions d’altres òrgans judicials, i resol també qüestions sobre les competències de les assemblees legislatives d’Escòcia, Gal·les i Irlanda del Nord. Està format per dotze membres i opera de manera independent del Parlament.
Té la seu al Middlesex Guildhall, davant del Palau de Westminster, i comparteix instal·lacions amb el Judicial Committee of the Privy Council (JCPC), que fa de tribunal d’apel·lació per a diverses jurisdiccions de la Commonwealth. El JCPC es va traslladar des de 9 Downing Street per ocupar aquest espai.
El funcionament del tribunal es regula segons les Supreme Court Rules 2009, elaborades pel president del tribunal, amb el suport de catorze direccions de pràctiques. Aquestes normes han de ser «clarament expressades», i el tribunal ha de ser «accessible, just i eficient». L’atenció del personal del Registre està enfocada a donar suport als professionals jurídics.